# F.lux
f.lux é um programa de computador multiplataforma que ajusta a temperatura de cor de uma tela de acordo com a localização e o horário. O programa foi projetado para reduzir a tensão ocular durante o uso noturno e reduzir a interrupção dos padrões de sono.

## Compatibilidade
O programa está disponível para Microsoft Windows, MacOS e Linux. Também está disponível para dispositivos iOS, embora exija que o dispositivo seja feito o jailbreak. A Apple não permitiu o aplicativo em sua App Store, devido ao uso de ferramentas de desenvolvimento restritas. O desenvolvedor hospedou brevemente um projeto Xcode no GitHub, permitindo que os usuários do iOS 9 veiculassem o aplicativo em seus dispositivos, mas o retiraram a pedido da Apple. Após o anúncio da Apple de uma função semelhante, chamada Night Shift, no iOS 9.3, o desenvolvedor pediu à Apple que forneça ferramentas para desenvolvedores e que permita sua aplicação na App Store. Está disponível uma versão de visualização para Android.

## Funcionalidade

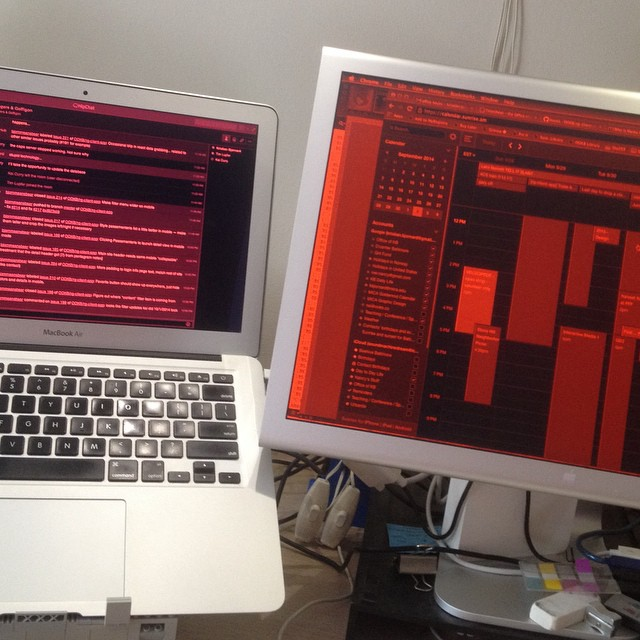
Foto que descreve o "modo darkroom" do f.lux. As configurações padrão são muito menos drásticas

Após a instalação, o usuário pode escolher um local com base em coordenadas geográficas, um código postal ou o nome de um local. O programa calibra automaticamente a temperatura de cor da tela do dispositivo para a hora do dia, com base no nascer do sol e no pôr-do-sol no local escolhido. Ao pôr do sol, mudará gradualmente a temperatura da cor para uma cor mais quente e restaurará a cor original ao nascer do sol.
O usuário pode escolher entre uma variedade de perfis de cores e valores de temperatura pré-definidos. Eles também podem modificar o comportamento do programa para programas ou atividades específicas, incluindo um modo de exibição de filmes que diminui o tom vermelho durante 2,5 horas e um modo de sala escura que não afeta a visão adaptada à noite. Os tempos podem ser invertidos no f.lux para o computador para fornecer iluminação quente durante o dia (para pessoas que trabalham à noite). O programa pode controlar a iluminação LED da Philips Hue, de modo que a temperatura de cor das luzes da casa siga as configurações do f.lux.

## Eficácia
Os proponentes de f.lux hipotetizam que alterar a temperatura de cor de uma tela para reduzir a proeminência da luz branco-azul à noite irá melhorar a eficácia do sono. A redução da exposição à luz azul durante a noite foi associada ao aumento da secreção de melatonina. Embora o desenvolvedor forneça uma lista de pesquisas relevantes em seu site, o próprio programa não foi cientificamente testado para determinar sua eficácia. Apesar disso, f.lux foi amplamente e positivamente revisado por jornalistas de tecnologia, blogueiros e usuários.